# کارزویل (ویرجینیا)
کارزویل (به انگلیسی: Carrsville) یک منطقهٔ مسکونی در ایالات متحده آمریکا است که در ویرجینیا واقع شده‌است. کارزویل ۸٫۳۴ کیلومتر مربع مساحت و ۳۵۹ نفر جمعیت دارد و ۲۱٫۰۳ متر بالاتر از سطح دریا واقع شده‌است.